# Santa Filomena (Pernambouc)
Santa Filomena est une municipalité brésilienne située dans l'État du Pernambouc.